# Pseudione hyndmanni
Pseudione hyndmanni es una especie de crustáceo isópodo marino de la familia Bopyridae.

## Distribución geográfica
Se distribuye por el Atlántico nororiental. De adulto es parásito de crustáceos decápodos del género Anapagurus.